# Instituto de Ciencias de la Vid y del Vino
El Instituto de Ciencias de la Vid y del Vino (ICVV) es un centro de investigación adscrito al Consejo Superior de Investigaciones Científicas (CSIC) de España. Como en el resto de centros del CSIC, en el ICVV se llevan a cabo tareas de investigación e I+D, en este caso relacionados con la enología y la viticultura, sectores de gran importancia en la economía de España.
El ICVV existe como un proyecto colaborativo entre, además del CSIC, la comunidad autónoma de La Rioja y la Universidad de la Rioja; por lo que además de realizarse actividades de investigación científica y tecnológica, se lleva a cabo cierta función docente para dicha universidad. 